# Michael Stevens (réalisateur)
Pour les articles homonymes, voir Michael Stevens.
Michael Stevens est un réalisateur, producteur de cinéma et scénariste américain, né le 21 novembre 1966 à Washington DC et mort le 15 octobre 2015 à Los Angeles.

## Biographie
Né le 21 novembre 1966 à Washington, Michael Stevens est issu d'une famille de cinéastes : son grand-père, le réalisateur George Stevens, gagna deux Oscars et possède une étoile sur le Walk of Fame d'Hollywood Boulevard. Son père, George Stevens Jr., fonda quant à lui l'American Film Institute (AFI), et cofonda les Kennedy Center Honors.
Michael Stevens étudia la littérature anglaise et les sciences politiques à la Duke University, dont il sort diplômé en 1989. Il fit une brève carrière de journalisme en Europe, et notamment en France, pour l'International Herald Tribune, puis retourna aux États-Unis dans les années 1990 et aida son père à l'AFI. Il s'installa ensuite à Los Angeles, et travailla en tant que producteur associé sur La Ligne rouge, film sur la Seconde Guerre mondiale nommé pour 7 Academy Awards. Il produit ensuite deux films policiers violents : Bad City Blues (1999) et Péché immortel (2003). À partir de 2003, il coproduit toutes les éditions des Kennedy Center Honors.
La même année, il épouse Alexandra « Ali » Gifford, avec qui il aura deux enfants, John et Lily Stevens.
Il meurt à 48 ans le 15 octobre 2015 dans un hôpital de Los Angeles des suites d'un cancer de l'estomac.

## Filmographie

### Réalisateur
- 1999 : Bad City Blues
- 1999 : Ultimate Trek: Star Trek's Greatest Moments
- 2003 : Péché immortel
- 2004 - 2008 : Christmas in Washington

### Scénariste
- 2006 - 2008 : The Kennedy Center Honors: A Celebration of the Performing Arts
- 2006 - 2008 : Christmas in Washington
- 2009 : We Are One: The Obama Inaugural Celebration at the Lincoln Memorial

### Producteur associé
- 1999 : La Ligne rouge

### Producteur de coordination
- 1993 : The American Film Institute Salute to Elizabeth Taylor

### Producteur exécutif

#### TV Special
- 2011 : All Together Now: A Celebration of Service

#### Programme court
- 1999 : Ultimate Trek: Star Trek's Greatest Moments

#### Téléfilm
- 2012 : From Dust to Dreams: Opening Night at the Smith Center for the Performing Arts

### Coproducteur

#### Cinéma
- 2000 : Prison Life

#### TV Special
- 1994 : The American Film Institute Salute to Jack Nicholson
- 2003 - 2006 : The Kennedy Center Honors: A Celebration of the Performing Arts

### Producteur

#### Court métrage
- 2011 : DGA Moments in Time

#### Documentaire
- 1999 : The Unfinished Journey
- 2013 : Herblock: The Black & the White

#### TV Special documentaire
- 1996 : Star Trek: 30 Years and Beyond
- 1996 : The American Film Institute Salute to Clint Eastwood
- 1996 : The American Film Institute Salute to Steven Spielberg
- 1997 : The American Film Institute Salute to Martin Scorsese
- 1998 : The American Film Institute Salute to Robert Wise

#### Cinéma
- 1996 - 2008 : Christmas in Washington
- 1999 : Bad City Blues
- 1999 : La Ligne rouge
- 1999 : Bad City Blues
- 1999 : Ultimate Trek: Star Trek's Greatest Moments
- 2003 : Péché immortel
- 2006 - 2008 : The Kennedy Center Honors: A Celebration of the Performing Arts
- 2009 : We Are One: The Obama Inaugural Celebration at the Lincoln Memorial

#### Téléfilm
- 1993 - 1995, 1999, 2001, 2003, 2007 - 2011 : Christmas in Washington
- 2009 : We Are One: The Obama Inaugural Celebration at the Lincoln Memorial
- 2011 : The Kennedy Center Honors: A Celebration of the Performing Arts
- 2011 : Thurgood
- 2013 : The Kennedy Center Honors

#### TV Special
- 1996 - 1998, 2000, 2002, 2004, 2006 : Christmas in Washington
- 1999 : America's Millennium
- 2007 - 2010 : The Kennedy Center Honors: A Celebration of the Performing Arts
- 2012 : The Kennedy Center Honors